# Mesomyia algoensis
Mesomyia algoensis är en tvåvingeart som beskrevs av H. Oldroyd 1957. Mesomyia algoensis ingår i släktet Mesomyia och familjen bromsar. Inga underarter finns listade i Catalogue of Life.